# Nekrolog 1589
Nekrolog
◄◄
| ◄
| 1585
| 1586
| 1587
| 1588
| 1589 | 1590 | 1591 | 1592 | 1593 | ► | ►►
Weitere Ereignisse | Allgemeiner Nekrolog 1589
Die Beschreibung der verstorbenen Person sollte so kurz wie möglich gehalten sein und nur deren signifikante Tätigkeit(en) enthalten.
Neue Namen ggf. auch unter dem Geburts- und Sterbedatum, also etwa unter 1. Januar und im Geburts- und Sterbejahr (2024) eintragen (nur bei entsprechender großer Wichtigkeit). Für Beispiele siehe die schon vorhandenen Artikel.
Außerdem über die fünf zuletzt Verstorbenen, zu denen es einen ausreichend guten Artikel für eine Präsentation auf der Hauptseite gibt, nach der todesbedingten Überarbeitung der Artikel ggf. auch unter Wikipedia Diskussion:Hauptseite informieren und sie am besten auch in den anderen Wikipedia-Sprachversionen eintragen. Tipp: Regelmäßig bei news.google.de nach „ist tot“, „gestorben“ oder „verstorben“ suchen.
Wenn eine Person gestorben ist, gibt es viele Seiten zu dieser Person in der Wikipedia, die davon auch betroffen sind und entsprechend aktualisiert werden müssen. Beispiele: Namenübersichtsseite, Geburtsjahr, Geburtsort-Seiten und viele mehr.
Wie finde ich die betroffenen Seiten?
Im Suchfeld auf der linken Seite gibt man den Suchbegriff so ein: „Vorname Nachname“. Dann klickt man auf Volltext und alle Seiten mit entsprechendem Suchtext werden aufgerufen. Hier sieht man dann schnell, wo auch das Todesjahr Sinn macht oder sogar ein Teil des Artikels angepasst werden muss. Auch hilft das „Werkzeug“ auf der linken Seite sehr gut, um solche Seiten aufzufinden: „Links auf diese Seite“. Somit ist die Wikipedia wieder aktuell in allen Bereichen! Hinweis: bei Eintragung der Kategorie „Gestorben JAHR“ wird der Missbrauchsfilter 49 ausgelöst, was jedoch nicht schlimm ist. Siehe: Spezial:Missbrauchsfilter/49
Dies ist eine Liste von im Jahr 1589 verstorbenen bekannten Persönlichkeiten. Die Einträge erfolgen innerhalb der einzelnen Daten alphabetisch sortiert. Tiere sind im Nekrolog für Tiere zu finden.

## Januar
| Tag        | Name                | Beruf, bekannt als                                                       | Alter | Beleg |
| ---------- | ------------------- | ------------------------------------------------------------------------ | ----- | ----- |
| 5. Januar  | Johannes Hauchin    | katholischer Theologe und Erzbischof von Mechelen                        |       |       |
| 5. Januar  | Caterina de’ Medici | Prinzessin von Urbino, durch Heirat Königin von Frankreich               | 69    |       |
| 14. Januar | Francis Kett        | englischer Arzt und vorgeblicher Häretiker                               |       |       |
| 18. Januar | Magnus Heinason     | färöisch-norwegischer Seeheld                                            |       |       |
| 26. Januar | Wolfgang Ammon      | Theologe, Pfarrer, geistlicher Schriftsteller, Liederdichter und Lyriker | 49    |       |
| Januar     | Thomas Penny        | britischer Arzt, Geistlicher, Botaniker und Entomologe                   |       |       |

## Februar
| Tag         | Name                  | Beruf, bekannt als                                                           | Alter | Beleg |
| ----------- | --------------------- | ---------------------------------------------------------------------------- | ----- | ----- |
| 2. Februar  | Andreas Dudith        | Humanist, Bischof, Kaiserlicher Diplomat, Protestant                         | 55    |       |
| 6. Februar  | Zacharias von Neuhaus | böhmischer Adliger, mährischer Oberstkämmerer und Landeshauptmann von Mähren |       |       |
| 18. Februar | Tilemann Stella       | deutscher Renaissance-Gelehrter                                              | 63    |       |

## März
| Tag      | Name                  | Beruf, bekannt als                                                                              | Alter | Beleg |
| -------- | --------------------- | ----------------------------------------------------------------------------------------------- | ----- | ----- |
| 3. März  | Johannes Sturm        | deutscher protestantischer Gelehrter und Pädagoge                                               | 81    |       |
| 4. März  | Alessandro Farnese    | italienischer römisch-katholischer Geistlicher und Politiker; Kardinalbischof und Kardinaldekan |       |       |
| 9. März  | Paul Dolscius         | deutscher Mediziner, Pädagoge und Dichter                                                       |       |       |
| 12. März | Conrad Orth ab Hagen  | deutscher Jurist, Rektor der Universität Köln                                                   |       |       |
| 19. März | Heo Chohui            | koreanische Dichterin, Malerin, Schriftstellerin                                                |       |       |
| 22. März | Lodovico Guicciardini | italienischer Historiker, Kartograph, Geograph, Humanist, Schriftsteller                        | 67    |       |
| 23. März | Martin Cromer         | polnischer Geschichtsschreiber, Theologe und Bischof                                            |       |       |
| 27. März | Ludwig Daser          | deutscher Komponist und Kapellmeister                                                           |       |       |
| 29. März | Ernst von Reden       | Fürstlich Braunschweig-Lüneburger Statthalter zu Celle                                          |       |       |
| März     | Joost de Soete        | militärischer Befehlshaber, Statthalter von Utrecht                                             |       |       |

## April
| Tag       | Name                 | Beruf, bekannt als                                                | Alter | Beleg |
| --------- | -------------------- | ----------------------------------------------------------------- | ----- | ----- |
| 4. April  | Benedikt der Mohr    | Ordensbruder und Heiliger                                         | 63    |       |
| 4. April  | Balthasar Brusch     | böhmischer Buchbinder und Buchhändler                             | 76    |       |
| 7. April  | Giulio Cesare Aranzi | italienischer Anatom                                              |       |       |
| 10. April | Margareta von Chlum  | deutsche Äbtissin                                                 |       |       |
| 20. April | Paul Fabricius       | Humanist, Mathematiker, Astronom, Botaniker, Geograph und Lyriker |       |       |
| 28. April | Michael Haslob       | deutscher Dichter und Humanist                                    |       |       |
| 29. April | Johannes Rhenanus    | deutscher Salinist, Theologe, Alchemist und Autor                 |       |       |

## Mai
| Tag     | Name                               | Beruf, bekannt als                      | Alter | Beleg |
| ------- | ---------------------------------- | --------------------------------------- | ----- | ----- |
| 3. Mai  | Adam van Haren                     | Haren, Daam van                         |       |       |
| 3. Mai  | Julius                             | Fürst von Braunschweig-Wolfenbüttel     | 60    |       |
| 9. Mai  | Paulo Dias de Novais               | portugiesischer Seefahrer und Entdecker |       |       |
| 11. Mai | Johann Lüdinghusen                 | Bürgermeister von Lübeck                |       |       |
| 18. Mai | Charles II.                        | Herr von Monaco                         | 34    |       |
| 20. Mai | Anna Maria von Brandenburg-Ansbach | Herzogin von Württemberg                | 62    |       |

## Juni
| Tag      | Name           | Beruf, bekannt als                                                                          | Alter | Beleg |
| -------- | -------------- | ------------------------------------------------------------------------------------------- | ----- | ----- |
| 19. Juni | Abraham Werner | deutscher Mediziner und Hochschullehrer                                                     |       |       |
| 24. Juni | Georg Bonsack  | deutscher lutherischer Theologe und Generalsuperintendent der Generaldiözese Lüneburg-Celle |       |       |

## Juli
| Tag      | Name                     | Beruf, bekannt als                                                                  | Alter | Beleg |
| -------- | ------------------------ | ----------------------------------------------------------------------------------- | ----- | ----- |
| 1. Juli  | Christoffel Plantijn     | Buchdrucker und Buchbinder                                                          |       |       |
| 6. Juli  | Christoph Schlattl       | Bischof von Chiemsee                                                                |       |       |
| 8. Juli  | Ludolph Schrader         | deutscher Jurist, Professor und Rektor der Universität Viadrina in Frankfurt (Oder) |       |       |
| 27. Juli | Dirck Jansz Graeff       | Bürgermeister von Amsterdam                                                         |       |       |
| 29. Juli | Anna Maria von der Pfalz | Prinzessin von Schweden und Herzogin von Södermanland                               | 28    |       |
| Juli     | Sebald Hauenreuter       | deutscher Philosoph, Mediziner und Hochschullehrer                                  | 81    |       |

## August
| Tag        | Name                        | Beruf, bekannt als                                                                     | Alter | Beleg |
| ---------- | --------------------------- | -------------------------------------------------------------------------------------- | ----- | ----- |
| 1. August  | Jacques Clément             | französischer Dominikaner und Attentäter                                               |       |       |
| 2. August  | Heinrich III.               | König von Frankreich und Polen                                                         | 37    |       |
| 10. August | Anna Krölin                 | deutsche Franziskanerin                                                                |       |       |
| 10. August | Martin Schenk von Nideggen  | deutscher Adeliger, in spanischem, später niederländischem Dienst stehender Heerführer |       |       |
| 21. August | Daniel Rantzau              | Propst de Klosters zu Uetersen                                                         |       |       |
| 26. August | Erich Volkmar von Berlepsch | Oberhofrichter in Leipzig und Oberhauptmann in Thüringen                               |       |       |
| 31. August | Jurij Dalmatin              | protestantischer Übersetzer der Bibel ins Slowenische                                  |       |       |

## September
| Tag           | Name                             | Beruf, bekannt als                                                                   | Alter | Beleg |
| ------------- | -------------------------------- | ------------------------------------------------------------------------------------ | ----- | ----- |
| 11. September | Philipp II. von Eberstein        | Graf von Eberstein, kaiserlicher Rat, Oberster Hauptmann und Landvogt im Oberelsass. |       |       |
| 15. September | Agnes von Bentheim und Steinfurt | Gräfin von Rietberg                                                                  |       |       |
| 18. September | Dietrich Flade                   | Rektor der Universität Trier                                                         |       |       |
| 19. September | Jean-Antoine de Baïf             | französischer Dichter                                                                | 57    |       |
| 19. September | Leonardo Salviati                | italienischer Humanist, Romanist, Grammatiker und Lexikograf                         |       |       |

## Oktober
| Tag         | Name                | Beruf, bekannt als                                          | Alter | Beleg |
| ----------- | ------------------- | ----------------------------------------------------------- | ----- | ----- |
| 2. Oktober  | Prospero Santacroce | italienischer Bischof und Kardinal                          | 75    |       |
| 9. Oktober  | Friedrich Pensold   | deutscher Philologe und Physiker                            | 59    |       |
| 15. Oktober | Jacopo Zabarella    | italienischer Philosoph und Professor                       | 56    |       |
| 18. Oktober | Daniel Specklin     | elsässischer Festungsbaumeister, Ingenieur und Kartograph   |       |       |
| 31. Oktober | Peter Stump         | Zauberer, Werwolf                                           |       |       |
| Oktober     | Adolf von Neuenahr  | militärischer Befehlshaber und niederländischer Statthalter |       |       |

## November
| Tag          | Name             | Beruf, bekannt als                                                         | Alter | Beleg |
| ------------ | ---------------- | -------------------------------------------------------------------------- | ----- | ----- |
| 14. November | Philipp Apian    | deutscher Mathematiker, Mediziner, Kartograph von Altbayern und Heraldiker | 58    |       |
| 16. November | Robert Granjon   | französischer Verleger                                                     |       |       |
| 26. November | Heinrich Moller  | deutscher evangelischer Theologe                                           | 59    |       |
| 26. November | David Voit       | deutscher evangelischer Theologe                                           |       |       |
| November     | Laura Battiferri | italienische Dichterin                                                     |       |       |

## Dezember
| Tag          | Name                         | Beruf, bekannt als                      | Alter | Beleg |
| ------------ | ---------------------------- | --------------------------------------- | ----- | ----- |
| 9. Dezember  | Andrea Calamech              | italienischer Bildhauer                 |       |       |
| 12. Dezember | Francesco Balbi di Correggio | italienischer Arkebusier                |       |       |
| 16. Dezember | Michael Bajus                | katholischer Theologe                   |       |       |
| 25. Dezember | Melchior Wieland             | deutscher Arzt, Botaniker und Reisender |       |       |
| 29. Dezember | Johann III. von Trautson     | österreichischer Staatsmann             |       |       |

## Datum unbekannt
| Tag | Name                                           | Beruf, bekannt als                                                   | Alter | Beleg |
| --- | ---------------------------------------------- | -------------------------------------------------------------------- | ----- | ----- |
|     | Albert von Soest                               | deutscher Bildschnitzer                                              |       |       |
|     | Franz Baring                                   | erster lutherischer Superintendent von Sachsen-Lauenburg (1565–1582) |       |       |
|     | Blasius Berwart                                | deutscher Baumeister                                                 |       |       |
|     | Martín Cortés                                  | Sohn des spanischen Eroberers Hernán Cortés                          |       |       |
|     | Wouter Crabeth                                 | niederländischer Glasmaler                                           |       |       |
|     | Wolfgang Figulus                               | deutscher Komponist                                                  |       |       |
|     | Joachim Illies                                 | pommerischer Lehrer und Theologe                                     |       |       |
|     | Johann Jenitz                                  | Kammersekretär und Unternehmer in Sachsen                            |       |       |
|     | Marcin Leopolita                               | polnischer Komponist                                                 |       |       |
|     | Quentin Massys der Jüngere                     | flämischer Maler                                                     |       |       |
|     | Georg Niege                                    | deutscher Landsknecht und Dichter                                    |       |       |
|     | Philothea von Athen                            | orthodoxe Heilige, Stadtpatronin von Athen                           |       |       |
|     | Francesco Antonio Santorio                     | italienischer römisch-katholischer Geistlicher                       |       |       |
|     | Thomas Sébillet                                | französischer Dichter, Poetiker und Romanist                         |       |       |
|     | Tansen                                         | Hofmusiker des Mogulkaisers Akbar                                    |       |       |
|     | Juan Pacheco de Toledo, 2. Marqués de Cerralbo | spanischer Botschafter, Gouverneur von Galizien (1587–1594)          |       |       |
|     | Francesco Torniello                            | italienischer Typograf und Franziskaner                              |       |       |
|     | Erasmus von Venningen                          | Reichsritter und Amtmann                                             |       |       |
|     | Heinrich Wedemhof                              | Kaufmann und Ratsherr der Hansestadt Lübeck                          |       |       |